# Сельское поселение «Село Лопатино»
Сельское поселение «Село Лопатино» — муниципальное образование в составе Тарусского района Калужской области России.
Центр — село Лопатино.

## История
Статус и границы сельского поселения установлены Законом Калужской области от 1 ноября 2004 года № 369-ОЗ «Об установлении границ муниципальных образований, расположенных на территории административно-территориальных единиц „Думинический район“, „Кировский район“, „Медынский район“, „Перемышльский район“, „Сухинический район“, „Тарусский район“, „Юхновский район“, и наделении их статусом городского поселения, сельского поселения, муниципального района».

## Состав
В поселение входят 16 (до 2022 года — 15) населённых мест:
- село Лопатино
- село Вятское
- деревня Аксинино
- деревня Залужье
- деревня Заскочино
- деревня Исаково
- деревня Кольцово
- деревня Кресты
- деревня Кулешово
- село Лысая Гора
- деревня Сурнево
- деревня Татьянинское
- деревня Толмачево
- деревня Хлопово
- деревня Хомяково
- деревня Ям-Кресты

## Население
| 2010  | 2012  | 2013  | 2014  | 2015 | 2016 | 2017  |
| ----- | ----- | ----- | ----- | ---- | ---- | ----- |
| 1007  | ↘1003 | ↗1008 | ↘1002 | ↘994 | ↘973 | ↗1002 |
| 2018  | 2019  | 2020  | 2021  |      |      |       |
| ↗1004 | ↗1013 | ↗1028 | ↗1339 |      |      |       |

Население сельского поселения составляет 1007 человек.